# Alfresco
Alfrescoは、自由ソフトウェアかつオープンソースで、オープン標準の企業レベルの規模のコンテンツ管理システムであり、Microsoft WindowsとUnix系オペレーティングシステムで動作する。高度なモジュール性とスケーラブルな性能を特徴とする。コンテンツ・リポジトリ、ポータルサイトフレームワーク、CIFSインタフェース、ウェブアプリケーションを仮想化するコンテンツ管理機能、Apache Tomcatによる統計サイト、Luceneによる索引、jBPMワークフローといった機能がある。AlfrescoはJavaテクノロジを使って開発されている。

## 歴史
Alfrescoは2005年、Documentumの創設者の一人John NewtonとBusiness Objectsの前COOであるJohn Powellが創設した。出資者としては、投資ファームSAP、Accel Partners、Mayfield Fundがある。初期スタッフとしてはDocumentumやオラクルの技術者が参加している。Alfrescoの最初の製品は文書管理を中心としたもので、2006年5月に発表された。その後、Webコンテンツ管理へと発展させるために、ソフトウェア企業InterwovenからWebコンテンツ管理担当のVP、2名の技術者、ユーザインタフェースチームのメンバーを引き抜いた。2007年、Alfrescoは別のソフトウェア企業Vignetteから主任セールスエンジニアを引き抜いている。
2009年10月、2009年のオープンソースCMSマーケットシェアーレポートで、AlfrescoはJavaベースのオープンソースのウェブコンテンツ管理システムのリーダーと記された。
2013年、Alfrescoは新たに、Activitiという オープンソースのBPM製品のスポンサーとなった。
2011年7月、AlfrescoとEphesoftはテクノロジーパートナーシップを締結したことを発表。ドキュメントキャプチャとコンテンツ管理とのインターオペラビリティサービスによって、優れたPDFキャプチャー、検索および ワークフロー 開発が提供できるようになった。
2012年1月、Alfresco 4.0がリリースされ、ユーザインタフェースが著しく改良された。Alfrescoの新たな目的は、Alfresco ExplorerからAlfresco Shareに更なる機能を移行することであった。
2013年1月、AlfrescoはSuccessFactorsの社長、セールスフォースの営業担当上級副社長、WebExのCEOを歴任した、Doug Dennerlineを新しいCEOに任命した。
公式サイトによると、AlfrescoのソフトウェアはSourceForgeからもダウンロード可能である。

## 用途
文書、ウェブ、記録、画像などのエンタープライズコンテンツ管理と協調型コンテンツ開発。

## 機能
Alfrescoには次のような機能がある。
- 文書管理システム
- コンテンツ管理（ウェブアプリケーションおよびセッション仮想化を含む）
- リポジトリレベルのバージョン付け（Subversionと似た機能）
- 透過オーバーレイ（UnionFSと似た機能）
- レコード管理
- 画像管理
- XForms自動生成（Ajaxサポート）
- 統合パブリッシング
- CIFS/SMB、FTP、WebDAVによるリポジトリアクセス
- jBPMワークフロー
- Lucene検索
- 連合サーバ
- 多言語サポート
- ポータブルアプリケーションのパッケージング
- 各種プラットフォームサポート（公式には、Microsoft Windows、Linux、Solaris）
- ブラウザベースのGUI（公式には、Internet ExplorerとFirefoxをサポート）
- Microsoft Officeとのデスクトップ連携
- クラスタリングサポート

## 受賞歴
- 2007年
  - InfoWorld: Best of Open Source Applications BOSSIE Award Winner
  - Computerworld Honors Program: Finalist
  - Sand Hill Group: Top Software Innovator
  - Network World: Top Ten Enterprise Software Companies to watch
  - Gartner: “Cool Vendors in Content Management, 2007”
  - World Economic Forum: Technology Pioneer of 2007
- 2006年
  - Red Herring: Red Herring 100 Europe
  - EContent: EContent 100
  - KM World: Trend-Setting Product Award
- 2005年
  - OSBC: Emerging Elite Award